# Военсовхоз «Новая Ляда»
Военсовхо́з «Но́вая Ля́да» — посёлок в Тамбовском районе Тамбовской области России. Входит в состав Новолядинского поссовета.

## География
Посёлок находится у юго-западной окраины рабочего посёлка Новая Ляда, к югу от железнодорожной линии Тамбов — Кирсанов.

### Часовой пояс
Посёлок Военсовхоз «Новая Ляда», как и вся Тамбовская область, находится в часовой зоне МСК (московское время). Смещение применяемого времени относительно UTC составляет +3:00.

## Население
| 2002 | 2010 |
| ---- | ---- |
| 437  | ↘402 |

### Национальный состав
Согласно результатам переписи 2002 года, в национальной структуре населения русские составляли 98 % из 437 чел.